# Wet kinderopvang
De Wet kinderopvang (tot 2018 genaamd Wet kinderopvang en kwaliteitseisen peuterspeelzalen) is een Nederlandse wet van het ministerie van Sociale Zaken en Werkgelegenheid, die kinderopvangtoeslag regelt en ook als doel heeft de kwaliteit van kinderopvang en peuterspeelzalen te waarborgen en de arbeidsparticipatie van jonge ouders te verhogen.

## Afbakening
In de wet is kinderopvang het bedrijfsmatig of anders dan om niet verzorgen, opvoeden en bijdragen aan de ontwikkeling van kinderen tot de eerste dag van de maand waarop het voortgezet onderwijs voor die kinderen begint.
Een kindercentrum is een voorziening waar kinderopvang plaatsvindt, anders dan gastouderopvang.
Peuterspeelzaalwerk is de verzorging, de opvoeding en het bijdragen aan de ontwikkeling van kinderen uitsluitend bestemd voor kinderen vanaf de leeftijd van twee jaar tot het tijdstip waarop die kinderen kunnen deelnemen aan het basisonderwijs.
Een peuterspeelzaal is een voorziening waar peuterspeelzaalwerk plaatsvindt, anders dan gastouderopvang of kinderopvang in een kindercentrum.
Bepaalde regels zijn voor peuterspeelzalen soepeler dan voor kindercentra, zoals de eisen voor de leider-kindratio en het opleidingsniveau van de leiders. Bovendien zijn de inrichtingseisen voor peuterspeelzalen gemeentelijk beleid. Deze verschillen hangen samen met de doelgroep van peuterspeelzalen (2- en 3-jarigen) en het feit dat peuterspeelzalen slechts enkele uren per dag worden bezocht. Kinderen in een kindercentrum verblijven er doorgaans langer. Ook hangen deze verschillen samen met mogelijkheden tot gemeentelijk maatwerk en de functie van peuterspeelzalen als laagdrempelige buurtvoorziening.

## Kinderopvangtoeslag
Een ouder heeft aanspraak op een kinderopvangtoeslag in de door hem of zijn partner te betalen kosten van de Dienst Toeslagen, indien het betreft:
- kinderopvang in een geregistreerd kindercentrum; of
- gastouderopvang in een geregistreerde voorziening voor gastouderopvang die plaatsvindt door tussenkomst van een geregistreerd gastouderbureau.

Ouders die allebei werken (arbeidsinkomsten hebben) hebben samen, en een alleenstaande ouder die werkt heeft individueel, recht op kinderopvangtoeslag, een inkomensafhankelijke toeslag: het is een tegemoetkoming in de kosten van kinderopvang. Hoe hoger het inkomen hoe lager de toeslag, maar met een minimum. Anders gezegd: de toeslag is voor een deel inkomensonafhankelijk.
De belastingdienst betaalt de toeslag uit. De toeslag bestaat uit een werkgeversbijdrage (via de belastingdienst betaald door het collectief van werkgevers) en een "tegemoetkoming Rijk".
De vergoeding is een percentage van de in aanmerking komende kosten. De percentages staan in de Bijlage I, behorende bij artikel 6 van het Besluit kinderopvangtoeslag.
De toeslagpercentages zijn verschillend voor het eerste kind enerzijds, en elk van de volgende kinderen anderzijds, voor een aantal intervallen van (gezamenlijke) toetsingsinkomens. In 2014 geldt: voor het eerste kind is het toeslagpercentage, afhankelijk van het inkomen, tussen de 18% en 90,7%; voor het tweede en de volgende kinderen is het toeslagpercentage voor ieder kind gelijk, en wel, afhankelijk van het inkomen, tussen de 58,2% en 93,3%. De laagste percentages (18% en 58,2%) gelden bij inkomens vanaf € 103.574 respectievelijk € 171.540 per jaar.
Per kind worden maximaal 230 uur opvang per maand in aanmerking genomen, en een tarief (afhankelijk van het soort opvang) van maximaal € 6,70 (2014) per uur, dus worden maximaal € 1541 (2014) opvangkosten per kind per maand in aanmerking genomen.
Ouders moeten de kinderopvangtoeslag van de overheid aanvragen bij de belastingdienst, deze kinderopvangtoeslag wordt maandelijks vooraf door de belastingdienst betaald aan de ouders of naar keuze aan het kindercentrum. Ouders kunnen alleen in aanmerking komen voor kinderopvangtoeslag als ze gebruikmaken van een kinderopvangvoorziening die in het Landelijk Register Kinderopvang en Peuterspeelzalen (LRKP) staat.

### Bijdragen voor ouders zonder werkgever
Ouders die geen werkgever hebben, maar wel bezig zijn met een opleiding, een traject naar werk of inburgering, kunnen een bijdrage in de kosten voor kinderopvang krijgen van de gemeente.
Het gaat om:
1. Ouders in een re-integratietraject met een uitkering op grond van de:
  - Wet werk en bijstand (Wwb);
  - Wet werk en inkomen kunstenaars (WIK);
  - Algemene nabestaandenwet (Anw);
  - Wet inkomensvoorziening ouderen en gedeeltelijk arbeidsongeschikte werkloze werknemers (IOAW);
  - Wet inkomensvoorziening oudere en gedeeltelijk arbeidsongeschikte gewezen zelfstandigen (IOAZ).
2. Ouders die geen uitkering hebben, maar wel als werkzoekende geregistreerd staan bij het UWV WERKbedrijf en een traject naar werk volgen;
3. Nieuwkomers die een inburgeringstraject volgen (WIN);
4. Ouders jonger dan 18 jaar die een opleiding/studie volgen;
5. Studenten.

### Ouders met een sociaal-medische indicatie voor kinderopvang
Ouders met een sociaal-medische indicatie voor kinderopvang zijn als doelgroep opgenomen in de wet. In sommige gezinssituaties en voor sommige kinderen is het voor de persoonlijke ontwikkeling van het kind goed om een aantal dagdelen gebruik te maken van kinderopvang. Deze indicatie geeft ouders recht op een tegemoetkoming in de kosten van kinderopvang.

### Uitkeringsfraude en ander verwijtbaar gedrag
De Wet aanscherping handhaving en sanctiebeleid SZW-wetgeving heeft ook betrekking op kinderopvangtoeslag.
Tot de Afdeling bestuursrechtspraak van de Raad van State in 2019 van mening veranderde, werd de kinderopvangtoeslag voor een berekeningsjaar op nul gesteld (en de uitbetaalde voorschotten dus teruggevorderd) als niet aan alle voorwaarden was voldaan.
Bovendien geldt:
Degene die op grond van de Algemene wet inkomensafhankelijke regelingen en de daarop berustende bepalingen gehouden is tot het verstrekken van gegevens of inlichtingen en aan wiens opzet of grove schuld het is te wijten dat geen gegevens of inlichtingen zijn verstrekt dan wel degene aan wiens opzet of grove schuld het is te wijten dat onjuiste of onvolledige gegevens of inlichtingen zijn verstrekt, begaat een vergrijp ter zake waarvan de Belastingdienst/Toeslagen hem een bestuurlijke boete kan opleggen van ten hoogste 100 percent van het bedrag dat van de belanghebbende in verband daarmee is of zou zijn teruggevorderd.

### Toeslagenaffaire
In de jaren 2010 is er een kinderopvangtoeslagaffaire, ook toeslagenaffaire genoemd, met onder andere de zaak CAF-11 (CAF staat voor Combiteam Aanpak Facilitators), waarbij veel ouders grote bedragen aan kinderopvangtoeslag moesten terugbetalen wegens onterechte verdenkingen van fraude. In 2018 schreven Trouw en RTL Nieuws dat de belastingdienst in de jaren daarvoor ouders tegenwerkte in het uitoefenen van hun rechten. Deze affaire heeft onder meer geleid tot het aftreden van staatssecretaris Menno Snel in 2019 en het aftreden van het kabinet-Rutte III in 2021.

## Uitvoering door gemeenten
Register
Gemeenten hebben de plicht een register bij te houden van voorzieningen die onder de wet vallen. De houder van een voorziening is verplicht zich te melden bij de gemeente. Wanneer houders niet aan de verplichtingen van de wet voldoen beschikt de gemeente over een reeks van instrumenten om de naleving van de wettelijke eisen te bevorderen en zo nodig af te dwingen.
Er zijn verschillende vormen van opvang die als kindercentrum bij de gemeente geregistreerd worden t.w.
- Kinderdagverblijf
- Buitenschoolse opvang
- Gastouderopvang
- Tussenschoolse opvang
- Peuterspeelzalen

Bij melding van een kindercentrum wordt meestal naast het wettelijk GGD-toezicht ook standaard een melding gedaan aan de afdeling Milieu en Bouwen in verband met handhaving van het bestemmingsplan en aan de brandweer in verband met handhaving van de brandveiligheidsvoorschriften.
Geen arbeidsinkomsten en toch bijdrage in de kinderopvangkosten
Zonder arbeidsinkomsten komen voor kinderopvangtoeslag toch in aanmerking:
- ouders die geen uitkering krijgen, als werkzoekende geregistreerd staan bij het UWV WERKbedrijf en een re-integratietraject volgen;
- kunstenaars met een uitkering op grond van de Wet werk en inkomen kunstenaars WIK;
- tienermoeders met een bijstandsuitkering die een opleiding volgen;
- studenten die een vmbo-, havo- of vwo-opleiding volgen, of een bachelor- of masteropleiding, of een beroepsopleiding in het middelbaar beroepsonderwijs.

Buitenwettelijke bijdrage
Buiten de wettelijke taken kunnen gemeenten op basis van eigen gemeentelijk beleid ouders met een sociaal-medische indicatie een tegemoetkoming verlenen. Hiertoe stelde het Rijk, voorlopig tot 2009, via het gemeentefonds middelen beschikbaar.
Verslag toezicht
De gemeente is wettelijk verplicht verslag te doen over de uitvoering van toezicht en handhaving. Op basis van de wet is voor het verslag een model vastgesteld. Het rapport wordt jaarlijks voor 1 juli volgend op het verslagjaar aan de gemeenteraad aangeboden en aan de Onderwijsinspectie, die namens het Ministerie het tweedelijns toezicht houdt op de gemeenten.

## Uitvoering door de GGD
Gemeenten zijn wettelijk verantwoordelijk voor het handhaven van de kwaliteit van de kinderopvang.
De wet voorziet in landelijk uniforme kwaliteitseisen. De eisen dragen bij aan een goede en gezonde ontwikkeling van het kind en een veilige en gezonde omgeving. Het toezicht op naleving van de Wet kinderopvang is op grond van de wet toegewezen aan de GGD. De wet voorziet in beleidsregels voor de werkwijze van de GGD als toezichthouder. Voor de verschillende vormen van kinderopvang voor de controle vastgesteld. Voorts zijn er modellen voor de wijze van rapporteren door de GGD vastgesteld.

## Uitvoering door kinderopvangvoorzieningen
Elke vorm van kinderopvang moet voldoen aan wettelijke kwaliteitseisen over:
- de betrokkenheid en inspraak van ouders;
- de deskundigheid van het personeel;
- de veiligheid en gezondheid;
- de accommodatie en inrichting;
- de groepsgrootte en het aantal kinderen per pedagogisch medewerker;
- pedagogisch beleid en praktijk;
- de omgang met klachten.

Eind 2008 waren er 2.354 organisaties die kinderopvang (dagopvang en/of buitenschoolse opvang en/of gastouderopvang) aanbieden. Ondanks de schaalvergroting bestaat het grootste deel van de organisaties die actief zijn in de kinderopvang uit ‘eenpitters’ met een of twee vestigingen.

## Kosten en middelen
De aanbieders van kinderopvang bepalen de prijs van de aangeboden kinderopvang. De oudercommissies hebben hierover een wettelijk adviesrecht. Het gemiddelde uurtarief bedroeg in 2008 € 5,73 voor kinderopvang tot vier jaar en € 5,77 voor kinderopvang vanaf vier jaar. De hoogte van de kinderopvangtoeslag is gebonden aan de maximum uurprijs. Voor 2008 geldt er één maximum uurprijs van € 6,10 voor alle soorten opvang.
Onder de wet is de kinderopvang afgelopen jaren sterk gegroeid, zowel qua capaciteit als omzet. De capaciteit is in 2008 toegenomen met bijna 22%. De omzet steeg in 2008 met meer dan een derde, van ongeveer € 2,5 miljard in 2007 naar bijna € 3,5 miljard. Het totale aantal kindplaatsen in kinderdagverblijven nam toe van 112.000 in 2004 naar 149.000 in 2008. In 2009 maakten ouders van 800.000 kinderen gebruik van kinderopvang.
Kinderopvang vormt een stelsel van vraagfinanciering en met financiering door ouders, werkgevers en overheid. In 2008 heeft de rijksoverheid € 2.166 miljoen euro aan kinderopvangtoeslag uitgegeven. Ouders hebben na aftrek van de bijdragen van de overheid en van werkgevers (circa € 659 miljoen ) € 625 miljoen aan kinderopvang uitgegeven.
In totaal gaat er jaarlijks ruim € 76 miljoen naar de gemeenten voor de uitvoering van de Wet kinderopvang via de algemene uitkering van het gemeentefonds. De gemeente financiert de GGD o.a. voor het kinderopvangtoezicht.

## Kwaliteit van de kinderopvang
De kwaliteit van kinderopvang is geregeld in de Wet kinderopvang die per januari 2005 is ingegaan. In deze wet staan geen gedetailleerde eisen voor de kwaliteit meer. De werkgevers in de kinderopvang hebben samen met de belangenvereniging van ouders (Boink) normen voor de kwaliteit afgesproken in een convenant. De minister heeft de kwaliteitseisen uit het convenant allemaal overgenomen in de beleidsregels kwaliteit, die als aanvulling op de Wet kinderopvang de kwaliteit regelen.
Voor de kwaliteit en de controle daarop is de lokale overheid verantwoordelijk. Hiertoe zijn de GGD's aangewezen, die moeten de controle op de kwaliteit van de kinderopvang uitvoeren. Zij controleren onder meer op de betrokkenheid en inspraak van ouders, de opleiding en deskundigheid van het personeel, de veiligheid en gezondheid, de accommodatie en inrichting en de groepsgrootte en het aantal kinderen per beroepskracht (beroepskracht-kindratio). Op de website van het Landelijk Register Kinderopvang en Peuterspeelzalen zijn de GGD-rapportages van alle kindercentra, gastouderbureaus en gastouders in te zien. Kinderopvangorganisaties dienen de rapportages ook via hun websites toegankelijk te maken.
Daarnaast is er een certificatie-traject, in het kader van de ISO 9000-normen, waaraan de kinderopvangorganisaties zich kunnen laten toetsen en certificeren.

### HKZ
De stichting Harmonisatie Kwaliteitsbeoordeling in de Zorgsector (HKZ) beoordeelt de kwaliteit van organisaties in de kinderopvang. Eenmaal verleende certificaten worden via audits volgens strenge regels gecontroleerd.

### VVE
VVE staat voor Voor- en Vroegschoolse Educatie. De doelstelling van VVE is om de ontwikkeling van kinderen al op jonge leeftijd zo te stimuleren dat hun kansen op een goede schoolloopbaan worden vergroot. Piramide is het meest gebruikte VVE-programma en is ontwikkeld door Cito. De methode voldoet aan de kwaliteitskenmerken voor programma’s voor jonge kinderen. Zowel Nederlandse als buitenlandse onderzoeken tonen de positieve effecten ervan aan op de ontwikkeling van kinderen.

## Effectiviteit
Het Centraal Planbureau heeft in 2011 onderzoek gedaan naar de effecten van de Wet kinderopvang. De wijzigingen die vanaf 2005 zijn doorgevoerd hadden als belangrijkste doel het stimuleren van de arbeidsparticipatie van jonge ouders. In de periode 2005-2009 zijn de overheidsuitgaven aan kinderopvang verdrievoudigd, van € 1,0 miljard naar € 3,0 miljard en de uitgaven aan inkomensafhankelijke combinatiekorting met € 1 miljard naar € 1,3 miljard. Deze extra uitgaven van € 3 miljard op jaarbasis hebben volgens de berekeningen van het Centraal Planbureau tot marginale resultaten geleid. Werkende moeders zijn als gevolg van dit beleid iets meer uren per week gaan werken, maar werkende vaders juist minder. Per saldo heeft het beleid 30.000 volledige banen opgeleverd. Bij een toename van opvangkosten van € 3 miljard per jaar kost iedere additionele baan € 100.000 per jaar aan kinderopvangkosten.

## Nieuwe regels vanaf 2012 en coulanceregeling
Sinds 1 januari 2012 werd de toeslag gekoppeld aan het aantal uren van de ouder met het minste aantal werkuren. Om rekening te houden met de reistijd van de werkende ouder geldt de toeslag bij dagopvang, voor kinderen van 0-4 jaar, over 140% van het aantal werkuren. Bij de naschoolse opvang, voor kinderen van 4-12 jaar, geldt de toeslag slechts over 70% van de gewerkte uren.
Verder ging de toeslag omlaag voor ouders met hogere inkomens. Voor de hoogste inkomenscategorie gaat de toeslag voor het tweede en daaropvolgende kind omlaag van 82% naar 58% van de kosten van kinderopvang. Ouders die samen meer dan € 118.189 per jaar verdienen krijgen vanaf 2013 helemaal geen toeslag meer voor het eerste kind.
Ten slotte gaan alle ouders vanaf 2013 een vaste bijdrage van € 15 per maand betalen.
Nieuw is dat de toeslag maar beperkt met terugwerkende kracht kan worden aangevraagd voor een voorbij tijdvak. Het maximum van de terugwerkende kracht is de mogelijkheid om nog toeslag aan te vragen voor de maand ervoor.
Op 29 maart 2013 maakte het ministerie bekend dat de toeslag alsnog met terugwerkende kracht kan worden aangevraagd.